# Igoris Ščekočichinas
Igoris Ščekočichinas (* 22. Juni 1980 in Ignalina) ist ein ehemaliger litauischer Biathlet.
Igoris Ščekočichinas ist Student und lebt in Vilnius. 1995 begann er mit dem Biathlonsport. Seine ersten internationalen Einsätze hatte er 1999 im Rahmen der Junioren-Weltmeisterschaften in Pokljuka. Beste Ergebnisse waren Platz 37 im Sprint und 29 in der Verfolgung. Ein Jahr später gewann er bei der Junioren-Europameisterschaft in Kościelisko die Bronzemedaille in der Verfolgung, nachdem er im Sprint noch Zehnter war. Gute Ergebnisse erreichte er auch bei der Junioren-WM 2000 in Hochfilzen mit Platz 12 im Sprint und Zehn in der Verfolgung.
Seine ersten Einsätze im Männerbereich hatte Ščekočichinas 1999 in Hochfilzen. Sein erstes Rennen war ein Einzel, in dem er 96. wurde. Die Biathlon-Weltmeisterschaften 2000 am Holmenkollen in Oslo wurde das erste Großereignis des Litauers. Im Einzel belegte er Platz 87, im Sprint wurde er 90. Ein Jahr später belegte er in Pokljuka die Ränge 82 im Einzel und 70 im Sprint. Bei den Biathlon-Europameisterschaften 2001 in Haute-Maurienne war Platz 42 im Sprint bestes Ergebnis. Sein letztes Rennen bestritt er am Ende der Saison am Holmenkollen und wurde 67. im Sprint. Es war gleichzeitig das beste Weltcupergebnis. Nach der Saison beendete er seine Karriere.

## Biathlon-Weltcup-Platzierungen
Die Tabelle zeigt alle Platzierungen (je nach Austragungsjahr einschließlich Olympische Spiele und Weltmeisterschaften).
- 1.–3. Platz: Anzahl der Podiumsplatzierungen
- Top 10: Anzahl der Platzierungen unter den ersten zehn (einschließlich Podium)
- Punkteränge: Anzahl der Platzierungen innerhalb der Punkteränge (einschließlich Podium und Top 10)
- Starts: Anzahl gelaufener Rennen in der jeweiligen Disziplin

| Platzierung | Einzel | Sprint | Verfolgung | Massenstart | Staffel | Gesamt |
| ----------- | ------ | ------ | ---------- | ----------- | ------- | ------ |
| 1. Platz    |        |        |            |             |         |        |
| 2. Platz    |        |        |            |             |         |        |
| 3. Platz    |        |        |            |             |         |        |
| Top 10      |        |        |            |             |         |        |
| Punkteränge |        |        |            |             |         |        |
| Starts      | 7      | 15     |            |             |         | 22     |